# Opera

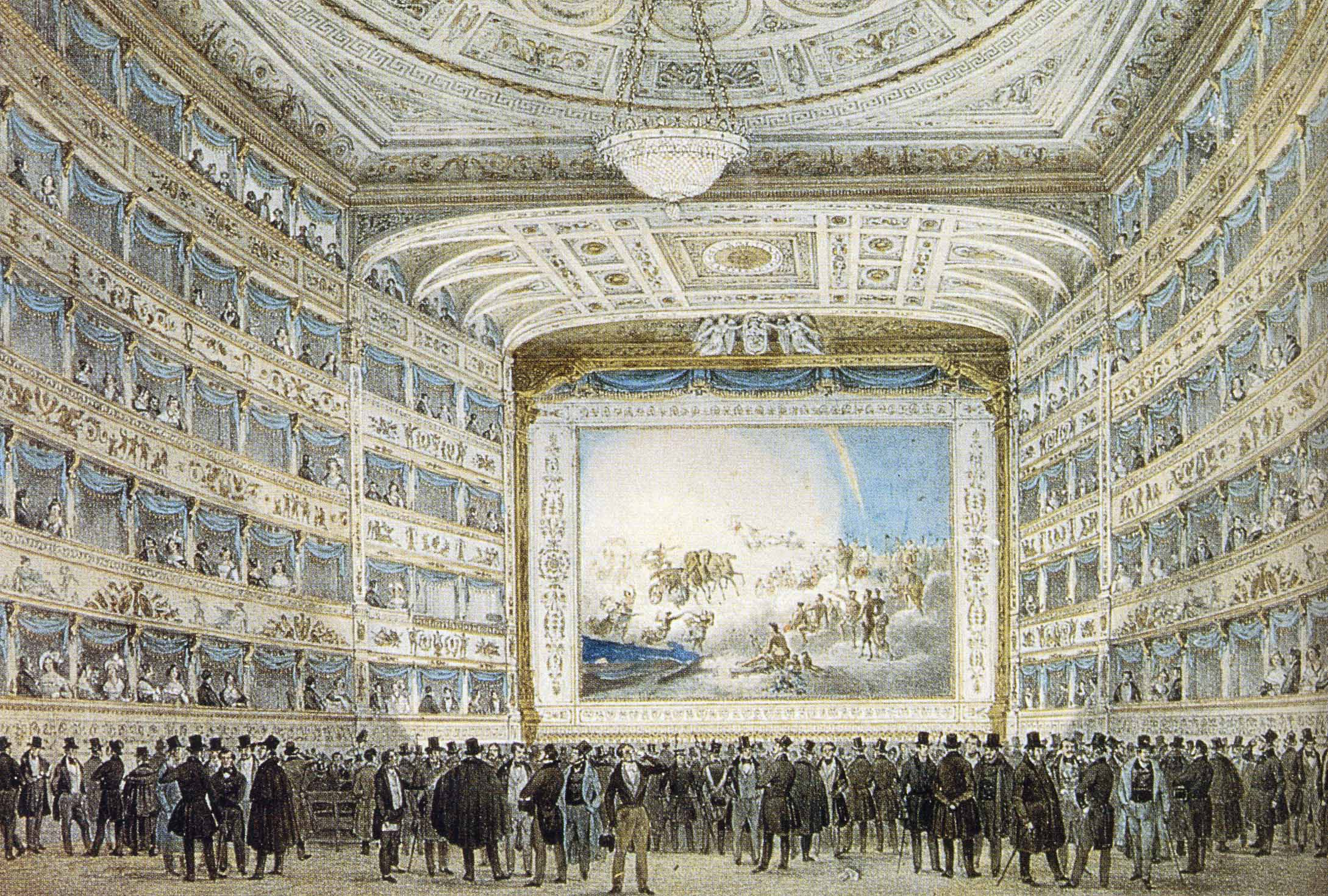
Wnętrze opery La Fenice w Wenecji w 1837 roku

Opera (wł. opera < łac. opera „dzieło”, „utwór”, „praca”, „wysiłek”) – sceniczne dzieło muzyczne wokalno-instrumentalne, w którym muzyka współdziała z akcją dramatyczną (libretto). Istotą tego gatunku muzycznego jest synteza sztuk, czyli połączenie słowa, muzyki, plastyki, ruchu, gestu oraz gry aktorskiej. Podobnie jak balet, wywodzi się z włoskich renesansowych maskarad karnawałowych, które przerodziły się w widowiska dramatyczne. Opera składa się z aktów, które podzielone są na sceny.
Opera złożona jest z:
- partii wokalnych:
  - solowych (recytatywy, arie);
  - zespołowych (ansamble);
  - chóralnych;
- partii orkiestrowych:
  - uwertura;
  - intermezzo;
- wstawek baletowych;
- czasami również z partii mówionych.

Od XVII wieku mianem tym określa się dzieło sceniczno-muzyczne wykonywane z udziałem orkiestry. Istnieje kilka rodzajów opery:
- opera seria – poważna (wyłącznie śpiewana)
- opera buffa – komiczna
- opera semiseria – poważna z elementami komicznymi
- opera balladowa – inaczej śpiewogra
- opera wodewilowa – lekki muzyczny utwór sceniczny o cechach farsy, ze śpiewami, tańcami i pantomimą
- operetka – dzieło operowe o tematyce rozrywkowej
- burletta – krótka opera z elementami burleski

## Historia opery

### Opera w baroku
Powstanie opery związane jest z działalnością grupy kompozytorów, filozofów, poetów i muzyków włoskich, zwanej Cameratą florencką. Postulowali oni skonstruowanie przedstawienia z udziałem muzyki, ale było to niemożliwe, dopóki w muzyce panowała polifonia. Wielogłosowość polifoniczna nie pozwalała na czytelne i wyraziste prezentowanie tekstu i poprowadzenie dramaturgii przedstawienia.
Marzenia i postulaty Cameraty florenckiej mogły zostać zrealizowane wówczas, kiedy pojawiła się nowa technika kompozytorska – seconda pratica, a wraz z nią monodia akompaniowana.
Autorem pierwszej kompozycji, w której poezja dominuje nad muzyką, w której deklamacyjny śpiew wsparty jest harmonicznym akompaniamentem, był Vincenzo Galilei. Tym samym dał przykład, jak można zastosować tę technikę w teatrze.
W 1597 roku powstała pierwsza dramma per musica (tak nazywano pierwsze opery włoskie) Jacopo Periego do libretta Ottavio Rinucciniego, członków Cameraty florenckiej, pod tytułem Dafne (partytura tego dzieła zaginęła). W 1600 roku pojawiły się dwa kolejne dzieła, napisane także do libretta Ottavio Rinucciniego, pt. Eurydyka, skomponowane przez dwóch kompozytorów florenckich: Jacopo Periego i Giulio Cacciniego (obie się zachowały). Dzieła te zostały napisane w stylu recytatywnym. Premiera Eurydyki była wielkim wydarzeniem artystycznym, które odbiło się silnym echem w ówczesnych Włoszech. Początki opery związane były z teatrem dworskim, dlatego kolejne premiery odbywały się na dworach książęcych. Ogromne koszty związane z wystawieniem dramma per musica decydowały o niewielkiej liczbie przedstawień, a miejsca wystawień wpływały na elitarny charakter opery na początku jej istnienia.
Kolejną ważną postacią była Francesca Caccini, córka Giulia Caccini, autorka dramma per musica pt. Wyzwolenie Ruggiera z wyspy Alcyny.
Duży wpływ na dalszy rozwój opery miała twórczość Claudio Monteverdiego. Jego największe dzieło to opera Orfeusz, wystawiona w 1607 roku w Mantui. W oparciu o wzory stworzone we Florencji skomponował dzieło wyjątkowe pod względem zarówno ukształtowania przedstawienia, jak i pod względem muzycznym, dlatego też uważany jest dziś za twórcę gatunku operowego.
Nowatorstwo Orfeusza Claudio Monteverdiego polegało na:
- wyraźnym wzbogaceniu melodyki dzieła i jego formy;
- nadaniu nowej roli muzyce instrumentalnej, która nie tylko towarzyszy śpiewakom, ale także pojawia się jako element samodzielny;
- powiększeniu orkiestry;
- wprowadzeniu duetów i tercetów;
- urozmaiceniu przedstawienia poprzez dodanie fragmentów nawiązujących do stylu madrygałowego.

#### Najważniejsze ośrodki rozwoju opery

##### Rzym
Ośrodek ten rozwijał się dzięki działalności rodziny Barberinich. Specjalnością opery rzymskiej, która pod względem nawiązań muzycznych przejęła wzory florenckie, było nadanie przedstawieniom wspaniałej scenografii. W Rzymie narodziła się tradycja przepychu wystawy teatralnej, bogactwa kostiumów i dekoracji, pojawiła się maszyneria teatralna. Autorem tego barokowego stylu był Gian Lorenzo Bernini.
Głównym przedstawicielem dramatu rzymskiego był Stefano Landi, natomiast jego największym dziełem była opera Śmierć Orfeusza z 1619 roku.

##### Wenecja
W Wenecji w 1637 powstał pierwszy publiczny teatr operowy – Teatro San Cassiano. Otwarcie teatru publicznego w istotny sposób wpłynęło na formę i znaczenie opery. Gusta publiczności, jej umiłowanie pięknego śpiewu zdecydowały, że rozwój opery nie podążał w kierunku pogłębienia dramaturgii przedstawienia, ale koncentrował się na prezentacji bardzo trudnych do wykonania arii i duetów. Publiczność przybywająca tłumnie do teatrów nie interesowała się wciąż powracającymi wątkami mitów, przychodziła słuchać śpiewu swoich idoli. Rozplanowanie przebiegu przedstawienia było podporządkowane partiom primadonn i kastratów. Gra aktorska zeszła na drugi plan. Ze względów ekonomicznych zaczęto usuwać partie chóralne z przedstawień, gdyż zmniejszało to koszty wystawienia opery.
Mimo tych negatywnych zmian, dokonały się jednak ważne reformy w języku muzyki operowej i należą do nich:
- wyraźne rozgraniczenie między recytatywami a ariami
- rozbudowa scen ansamblowych
- kunsztowna rozbudowa arii, która coraz częściej miała wirtuozowski charakter
- zwiększenie roli orkiestry
- wzbogacenie wystawy teatralnej

W Wenecji po raz pierwszy zostaje użyta nazwa „opera” przez Francesco Cavallego w operze Wesele Tetydy i Peleasa w 1639 roku.
Najważniejsi kompozytorzy weneccy tego czasu to:
- Claudio Monteverdi
- Francesco Cavalli
- Pietro Antonio Cesti
- Giovanni Legrenzi
- Antonio Vivaldi
- Tomaso Albinoni

##### Neapol
Tradycje Neapolu w muzyce operowej sięgają XVII wieku. Największy wpływ na rozwój opery miała szkoła neapolitańska, składająca się z kilku pokoleń kompozytorów. Założycielem tej szkoły był Francesco Provenzale. W twórczości jej kompozytorów, w pierwszej połowie XVIII wieku dokonał się podział na operę buffa i operę seria.
W II połowie XVII wieku głównym przedstawicielem szkoły był kompozytor Alessandro Scarlatti. Stał się on twórcą nowego stylu operowego, który zreformował ten gatunek. Konsekwentnie przeciwstawił się wpływom szkoły weneckiej. Odwołał się do idei syntezy sztuk i swoją reformą podporządkował muzykę dramaturgii teatralnej.
Nowe rozwiązania muzyczne zastosowane przez Alessandro Scarlattiego to:
- ograniczenie wirtuozowstwa partii solowych
- wprowadzenie układu recytatyw-aria, RA, RA itd., recytatyw stał się wprowadzeniem do arii
- rozwinięcie i zróżnicowanie formy arii, od prostych arii zwrotkowych, po rozbudowane arie da cappo
- wprowadzenie arii z instrumentami koncertującymi (skrzypce, lutnia, trąbka)
- przywrócenie partii chóralnych, chór stał się bohaterem zbiorowym
- stworzenie nowego typu uwertury, tzw. uwertury włoskiej
- poszerzenie składu orkiestry

##### Francja
Popularność opery weneckiej stała się inspiracją dla prób przeniesienia opery do innych krajów Europy. Do Paryża opera włoska dotarła u schyłku lat dwudziestych XVII wieku, ale nie podbiła lokalnej publiczności. Francuzi nie tylko mieli znakomity teatr dramatyczny, co nie pozwoliło im zaakceptować słabej pod względem dramatycznym opery włoskiej, ale także rozmiłowani byli w dworskim balecie – ballet de cour, bardzo efektownym widowisku, które łączyło świetny taniec ze znakomitą choreografią, muzyką i śpiewem.
Największy wpływ na rozwój opery we Francji miał Jean-Baptiste Lully. Stworzył on narodową operę francuską, którą nazwał tragédie lyrique. W swojej operze Jean-Baptiste Lully połączył elementy opery włoskiej z tradycjami francuskimi. Powstało wielkie, rozbudowane, 5-aktowe przedstawienie o monumentalnym charakterze. Rozpoczynała je uwertura, której forma nosi nazwę uwertury francuskiej. Opera francuska zbudowana była z partii śpiewanych, chóralnych, scen baletowych kończących każdy akt, fragmentów instrumentalnych oraz partii mówionych. Całość przedstawienia miała intensywny przebieg dramatyczny.
Tradycje Jean-Baptiste’a Lully’ego w dziedzinie tragedii lirycznej znalazły kontynuację w twórczości Jeana-Philippe’a Rameau.

##### Hiszpania
Opera włoska nie przyjęła się w tym kraju, choć na dworze królewskim sporadycznie była wystawiana. Powstała hiszpańska odmiana opery, zwana zarzuelą. Składała się z partii mówionych, śpiewanych, tańczonych i instrumentalnych. Do XVII wieku stanowiła popularną formę hiszpańskiego dworskiego teatru muzycznego. Przedstawiciele tego gatunku to m.in. Francisco Juan de Navas oraz José de Nebra.

##### Anglia
W Anglii opera włoska nie znalazła również większego zainteresowania. Anglicy mieli świetny teatr dramatyczny, który reprezentował William Szekspir, stąd słaba pod względem dramaturgii opera włoska nie mogła liczyć na akceptację. W Anglii ogromną popularnością cieszyła się masque, forma teatru muzycznego będącego połączeniem pantomimy, tańca, śpiewu i dialogów mówionych.
Dopiero w II poł. XVII w. nastąpił rozkwit muzyki dramatycznej w Anglii za sprawą największego angielskiego kompozytora barokowego – Henry’ego Purcella. Stworzył on angielską operę narodową. Jego najważniejszym dziełem jest opera Dydona i Eneasz. Pisząc to dzieło, Henry Purcell skorzystał z tradycji oper:
- francuskiej:
  - uwertura;
  - liczne partie chóralne;
- włoskiej:
  - arie i recytatywy oparte na basso continuo;
- angielskiej:
  - elementy tradycyjnej ludowej muzyki angielskiej;
  - partie chóralne nawiązujące do anthems, rodzaju kantaty.

W wieku XVIII do Londynu przyjechał Georg Friedrich Händel, twórca między innymi wielu znakomitych oper, pisanych w stylu włoskim. Z rodzimych twórców operowych w XVIII wieku wyróżnił się Thomas Augustine Arne.

### Opera w klasycyzmie
Pierwsze próby zmian, zmierzające do reformy opery w klasycyzmie, podjęli nie kompozytorzy, ale libreciści – m.in. Apostolo Zeno i Pietro Metastasio. Rozbudowali oni akcję dramatyczną tak, aby miała pierwszy i drugi plan, zadbali także o jakość tekstów, które były podstawą opracowania muzycznego. Kompozytorzy otrzymali dobrze skonstruowane libretta, które dawały szansę powrotu do idei dramatu greckiego.
Zmiany muzyczne jako pierwsi wprowadzili kompozytorzy szkoły neapolitańskiej, działający w połowie XVIII w., tzn. Niccolò Jommelli i Tommaso Traetta.
Zmiany, które wprowadzili, to:
- ograniczenie roli arii koloraturowych do specjalnych celów wyrazowych;
- rozbudowa i zwiększenie roli orkiestry;
- powiększenie ilości partii chóralnych, które brały udział w rozwijającej się akcji;
- nowa forma jednoczęściowej uwertury, która nawiązuje do materiału muzycznego przedstawienia.

#### Reformy Glucka
Te pierwsze próby reformy opery zastał Christoph Willibald Gluck, który przy współpracy z librecistą Ranierim de’ Calzabigim dokonał kolejnej reformy. Nawiązał on do tradycji francuskiej, rozwinął doświadczenia klasycyzujących kompozytorów włoskich i stworzył w zasadzie nową formę. Jego pierwszym nowym dziełem była opera Orfeusz i Eurydyka, później Ifigenia na Taurydzie.
Celem reformy Glucka było wzmocnienie akcji dramatycznej poprzez:
- powrót do idei dramma per musica, tzn. muzyka w operze ma służyć rozgrywającej się akcji, charakterystyce bohaterów, a nie powinna być jej treścią samą w sobie;
- uwertura stała się pierwszym elementem przedstawienia, była jednoczęściowa, miała formę sonatową i oparta była na materiale muzycznym opery, co wprowadzało słuchacza w nastrój dzieła;
- budowa aktu zależała od akcji, aby przebieg był prosty i sensowny;
- zastąpienie następstwa aria–recytatyw podziałem na sceny;
- wzrost roli chórów zgodnie z ideą grecką:
  - dramatycznych (chór jest bohaterem zbiorowym);
  - komentujących;
  - obrzędowych (rytualne, błagalne);
- wprowadzenie współdziałania partii chóralnych z solistą;
- zwrócenie uwagi na partię orkiestrową, która miała wpływ na dramaturgię przedstawienia;
- wprowadzenie scen baletowych;
- użycie języka klasycznego;
- usunięcie popisowych arii, a w partiach solowych ograniczenie ornamentyki;
- stworzenie nowego typu arii: aria dal segno;
- powrót do tematyki starożytnej i moralizatorskiej;
- wprowadzenie postaci z mitologii greckiej, które posiadały głębię psychologiczną i wymiar ponadczasowy.

#### Opera w twórczości Mozarta
Wolfgang Amadeus Mozart w swojej twórczości rozwinął i wzbogacił język muzyczny zarówno w operze seria, jak i buffa.
Do najważniejszych jego oper seria należą: Łaskawość Tytusa i Idomeneusz, król Krety. Te dwa dzieła, jak i inne opery seria utrzymane są jeszcze w konwencji opery barokowej, ale ukazują niezwykły zmysł teatralny, wyczucie dramaturgii, umiejętność charakterystyki postaci i sytuacji muzyką, a więc szczególne uzdolnienia Mozarta dla muzyki dramatycznej.
Natomiast największe znaczenie i największą wartość artystyczną mają opery Mozarta o treści komediowej, w której łamiąc konwencję barokową i wprowadzając wiele ważnych rozwiązań formalnych i muzycznych, stworzył wielkie dzieła sztuki. Najważniejsze opery komediowe W.A. Mozarta to Wesele Figara, Don Giovanni, Così fan tutte, Uprowadzenie z seraju oraz Czarodziejski flet.
Mistrzostwo W.A. Mozarta w gatunku operowym polegało na:
- wspaniałym współdziałaniu słowa i muzyki;
- niezwykłej dynamice rozwijającej się akcji, sposobie umuzycznienia zależnym od sytuacji;
- zlikwidowaniu sztucznego podziału na recytatyw-aria, RA, RA itd.;
- znakomitej charakterystyce postaci przy pomocy melodyki;
- znakomitej charakterystyce sytuacji dramatycznych;
- ogromnej różnorodności arii - od prostej canzony poprzez cavattiny, arie zwrotkowe, aż po rozbudowane arie da capo;
- zwiększeniu roli recytatywu, który wiązał muzycznie poszczególne fragmenty;
- powiększeniu ilości i funkcji ensambli;
- świetnym rozgrywaniu dramaturgii każdego aktu poprzez stopniowe zwiększanie napięcia prowadzące do finału;
- zwiększeniu roli orkiestry w prowadzeniu akcji muzycznej;
- wzbogaceniu instrumentacji, wprowadzeniu instrumentów charakterystycznych (mandolina w Don Giovannim, dzwonki w Czarodziejskim flecie);
- powiększeniu aparatu wykonawczego.

Natomiast jego szczęście polegało na współpracy z niezłymi librecistami, z których niewątpliwie największym był Lorenzo Da Ponte.

### Opera w romantyzmie
Opera w XIX wieku była gatunkiem popularnym i rozwijała się dynamicznie. Rozwój ten był intensywny, ponieważ opera realizowała postulaty romantyzmu. Z tego powodu zmieniła się treść oper – zaczęła być inspirowana przez tematykę romantyczną.
Tematy oper:
1. narodowość – patriotyzm i ludowość
  - Stanisław Moniuszko – Straszny dwór, Flis, Hrabina
  - Piotr Czajkowski – Eugeniusz Oniegin, Jolanta
  - Bedřich Smetana – Sprzedana narzeczona
  - Giuseppe Verdi – Nabucco
  - Gioacchino Rossini – Wilhelm Tell
2. fantastyka, baśniowość
  - Carl Maria von Weber – Wolny strzelec
  - Michaił Glinka – Rusłan i Ludmiła
  - Giacomo Meyerbeer – Robert Diabeł
  - Richard Wagner
3. synteza sztuk
  - Giuseppe Verdi – Otello, Makbet, Falstaff,  La Traviata, Don Carlos
  - Charles Gounod – Faust
  - Piotr Czajkowski – Eugeniusz Oniegin
4. ruchy społeczne, hasła wolnościowe, patriotyczne
  - Stanisław Moniuszko – Halka
  - Daniel Auber – Niema z Portici

#### Forma operowa
W epoce romantyzmu nastąpiło pogłębienie wyrazu formy operowej. Zmieniły się układ i relacja jej podstawowych elementów. Znikają zamknięte numery (recytatywy i arie), wszystko zmierza do wielkiej formy. Harmonika pełni funkcję coraz ważniejszą i służy pogłębieniu elementów wyrazowych. Rośnie ilość chromatyzmów. Rola orkiestry jest coraz ważniejsza, staje się ona równoprawnym partnerem w stosunku do tego, co dzieje się na scenie. Pojawia się wielka orkiestra romantyczna.
Rozwój opery rozgrywał się we Francji, Włoszech, Niemczech i w innych szkołach narodowych.

##### Francja
Powstaje tam grand opéra. Jej przedstawicielami byli: Giacomo Meyerbeer, Daniel Auber, Jacques Fromental Halévy. Pozostali twórcy oper: Jacques Offenbach, Charles Gounod, Gaspare Spontini, François-Adrien Boieldieu, Adolphe Charles Adam, Félicien David, Ambroise Thomas, Georges Bizet, Jules Massenet, Camille Saint-Saëns, Ernest Reyer.

##### Włochy
Romantyczną operę włoską otwiera twórczość Gioacchino Rossiniego. Był jednym z największych mistrzów opery buffa. W swoich dziełach opiera się na tradycji mozartowskiej (proste motywy, wesoły, lekki charakter, wyrazisty rytm).
Cechy stylu G. Rossiniego:
- wirtuozeria wokalna – rozwinięcie tradycji włoskiej;
- lekkość, wdzięk, finezja;
- różnorodność melodii;
- dynamiczne budowanie finału;
- różnorakie ukształtowanie arii, duetów, ensambli;
- muzyczna charakterystyka postaci;
- przejrzysta orkiestra, będąca równoprawnym elementem rozwijania akcji.

Ważnym nurtem muzyki włoskiej XIX wieku było bel canto. Kompozytorzy tego nurtu łączyli elementy opery włoskiej i grand opéra. Ich opery charakteryzowały się rozbudowaną partią orkiestrową, wirtuozowskim śpiewem, świetną dramaturgią.
Najważniejsi kompozytorzy operowi nurtu bel canto to Gaetano Donizetti i Vincenzo Bellini.
Inni kompozytorzy: Giuseppe Verdi, Giacomo Puccini, Pietro Mascagni, Johann Simon Mayr, Ferdinando Paër, Saverio Mercadante, Giovanni Pacini, Arrigo Boito, Amilcare Ponchielli, Ruggero Leoncavallo.

##### Niemcy
Przedstawiciele opery niemieckiej, to m.in. E.T.A. Hoffmann, Carl Maria von Weber, Heinrich Marschner, Albert Lortzing, Otto Nicolai, Franz Schubert, Louis Spohr, Robert Schumann, Peter Cornelius, Engelbert Humperdinck.

### Dalsze losy opery
Opera romantyczna ewoluowała do opery werystycznej, równolegle kompozytorzy pisali operetki. Następnie u schyłku XIX wieku powstał dramat muzyczny, którego przedstawicielami są np. Richard Wagner, Modest Musorgski czy Nikołaj Rimski-Korsakow. 
W XX wieku skomponowano przeszło 10 tysięcy oper.

### Opera w Polsce
Pierwszą znaną operą wystawioną w Polsce jest Galatea. Muzykę napisał rzymianin z pochodzenia, Marco Scacchi, zaś utorem libretta był Gabriello Chiabrera. Została wystawiona w roku 1628 na prywatny koszt i z inicjatywy Władysława IV Wazy, trzy lata po jego powrocie z podróży po Europie. Zainicjował on operę w Polsce tuż po jej narodzinach we Włoszech, zanim jeszcze poznała ją reszta Europy. Przekaz o niej pozostawił nuncjusz papieski Antonio Santacroce. Natomiast pierwszą znaną polską operą jest anonimowa jednoaktowa barokowa opera komiczna Heca albo polowanie na zająca, datowana na przełom XVII/XVIII w. Najsławniejszą polską operą z muzyką Stanisława Moniuszki do libretta Włodzimierza Wolskiego jest Halka.